# Округ Бентон (Тенеси)
Округ Бентон (енгл. Benton County) је округ у америчкој савезној држави Тенеси.

## Демографија
По попису из 2010. године број становника је 16.489, што је 48 (-0,3%) становника мање него 2000. године.
| Група             | 2000.          | 2010.          |
| Белци             | 15.834 (95,7%) | 15.563 (94,4%) |
| Афроамериканци    | 348 (2,1%)     | 321 (1,9%)     |
| Азијати           | 40 (0,2%)      | 62 (0,4%)      |
| Хиспаноамериканци | 157 (0,9%)     | 291 (1,8%)     |
| Укупно            | 16.537         | 16.489         |